# Room on Fire
Room On Fire er rockgruppen The Strokes' andet album, som udkom i 2003.
Det er et helstøbt og velkomponeret album, der rent musikalsk ikke ligger langt væk fra forgængeren Is This It. Genremæssigt kan albummet, akkurat som forgængeren, placeres under alternativ rock, garage rock og rock'n'roll.
Coveret er et maleri, malet af Peter Phillips og hedder "War/Game", 1961. Olie på lærred, 213 x 152 cm.

## Numre
Alt tekst skrevet af Julian Casablancas, alt musik komponeret af The Strokes.
| #   | Titel                     | Længde |
| --- | ------------------------- | ------ |
| 1.  | "What Ever Happened"      | 2:54   |
| 2.  | "Reptilia"                | 3:42   |
| 3.  | "Automatic Stop"          | 3:27   |
| 4.  | "12:51"                   | 2:33   |
| 5.  | "You Talk Way Too Much"   | 3:05   |
| 6.  | "Between Love & Hate"     | 3:16   |
| 7.  | "Meet Me In The Bathroom" | 2:57   |
| 8.  | "Under Control"           | 3:07   |
| 9.  | "The Way It Is"           | 2:22   |
| 10. | "The End Has No End"      | 3:08   |
| 11. | "I Can't Win"             | 2:35   |